# Fenthion
Fenthion is een toxische organische verbinding met als brutoformule C10H15O3PS2. De stof komt in zuivere toestand voor als een kleurloze vloeistof, die onoplosbaar is in water. Een 95-98%-oplossing van fenthion is een bruine olie-achtige vloeistof met een typische lookgeur.

## Synthese
Fenthion kan bereid worden door condensatiereactie van 4-methylmercapto-m-cresol en dimethylfosforchloridothionaat.

## Toepassingen
Fenthion is een veelgebruikt insecticide, avicide en acaricide. Handelsnamen van het product zijn Baycid, Baytex, Entex, Figuron, Lebaycid, Mercaptophos, Queletox en Tiguvon.

## Toxicologie en veiligheid
De stof ontleedt bij verhitting, met vorming van giftige dampen van onder andere fosforoxiden en zwaveloxiden.
Fenthion stof kan effecten hebben op het zenuwstelsel, met als gevolg stuiptrekkingen en ademhalingsfalen. Het zorgt voor een remming van de cholinesterase.